# Arrhopalites abchasicus
Arrhopalites abchasicus  (лат.) — вид пещерных слитнобрюхих коллембол семейства Arrhopalitidae. Западный Кавказ: Абхазия, пещера Псырцха (43°5’46" N; 40°48’48" E; Ново-Афонский спелеологический район, Гумишха-Псырцхинский карстовый массив; 1,3 км от берега Чёрного моря). Длина тела 0,7—1 мм (самки немного крупнее самцов). Пигментация отсутствует, либо дорзально имеются отдельные пятна светло-коричневого пигмента. Усики вдвое длиннее головы (у самок около 0,6 и 0,3 мм, соответственно). Троглобионты: обитают в афотической (темной) зоне пещеры, начиная от 30 м от входа и до сифонного озера в конце пещеры (200 м от входа, температура воды около 13 °C). Встречается совместно с другими представителями семейства Arrhopalitidae (двумя видами рода Pygmarrhopalites). Вид описан в 2013 году украинским энтомологом Робертом Варговичем (Robert S. Vargovitsh, Институт зоологии им. И. И. Шмальгаузена НАН Украины, Киев).